# Eggersheim
Eggersheim is een plaats in de Duitse gemeente Nörvenich, deelstaat Noordrijn-Westfalen, en telt 213 inwoners (31 december 2019).
Het (weinig belangrijke) dorp ligt ten zuiden van Nörvenich zelf aan de Bundesstraße 477. Het ligt in de Zülpicher Börde, een door suikerbieten- en aardappelakkers gedomineerd, bijna boomloos landschap.